# Centrale nucléaire de Kaiseraugst
La centrale nucléaire de Kaiseraugst est le projet d'une centrale nucléaire à Kaiseraugst, dans le canton d'Argovie, en Suisse, qui est abandonné en 1988 en raison de la protestation de la population et des groupes environnementaux de la région.

## Histoire

### Premiers projets et octroi du permis de construire
L'entreprise Motor-Columbus acquiert des terrains dans la commune argovienne de Kaiseraugst au début des années 1960. Elle conçoit d'abord un projet de centrale thermique à mazout, mais ce projet est rejeté en votation populaire en décembre 1963. Motor-Columbus forme alors un consortium pour construire une centrale nucléaire et dépose un permis de site pour une centrale avec refroidissement fluvial direct en 1966.
Le 17 août 1969, les citoyens de Kaiseraugst approuvent le plan de zones qui permet, en matière d'aménagement du territoire, de construire la centrale, par 174 voix contre 125. En décembre de la même année, le Conseil fédéral octroie le permis de site demandé en 1966 par Motor-Columbus.
En mars 1971 cependant, la Confédération interdit la construction de nouvelles centrales à refroidissement fluvial direct, en raison de craintes pour l'équilibre biologique du Rhin. L'entreprise modifie alors son projet et dépose en juillet une nouvelle demande de permis de construction, cette fois-ci pour une centrale avec deux tours de refroidissement. Le Conseil communal de Kaiseraugst refuse le permis en raison de l'opposition de la population exprimée lors d'un vote consultatif en juin 1972. Motor-Columbus fait alors recours auprès du Conseil d'État du canton d'Argovie.
Le 28 août 1972, le Conseil fédéral, qui compte sur Kaiseraugst pour assurer la sécurité de l'approvisionnement de la Suisse en électricité, octroie un nouveau permis de site. Ce permis porte sur une centrale d’une puissance électrique de 850 MW, et des tours de refroidissement sont également prévues sur un site de 600 m éloignés de la centrale[réf. nécessaire].
En décembre, le Conseil d'État accorde un permis de construction, contre l'avis de la commune. Cette dernière fait recours auprès du Tribunal administratif, mais est déboutée. La commune de Kaiseraugst et le canton de Bâle-Ville font à nouveau recours, au Tribunal fédéral cette fois-ci. En juillet 1973, le Tribunal fédéral déclare que la commune de Kaiseraugst et le canton de Bâle-Ville n'ont pas la légitimité pour porter plainte contre la centrale, la constitution et la législation sur l'énergie nucléaire prévoyant que le gouvernement fédéral est l'unique autorité compétente en matière d'approbation.
En décembre 1973, le Conseil communal de Kaiseraugst octroie le permis de construire, qui est ratifié par le Conseil d'État un mois plus tard. C'est également en janvier 1974 qu'est fondée la société Centrale Nucléaire de Kaiseraugst S. A..

### Constitution du mouvement d'opposition

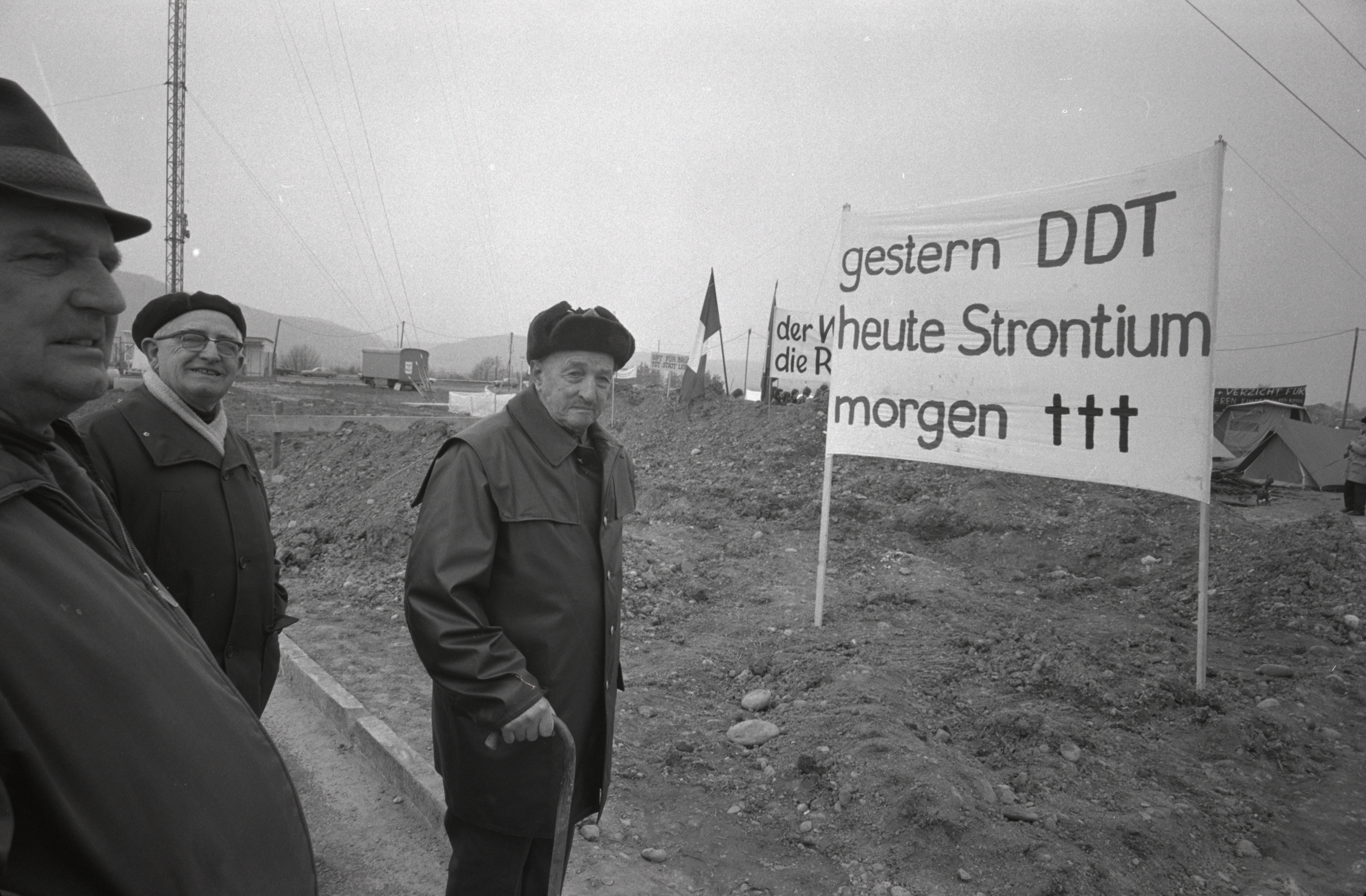
Protestations 1975

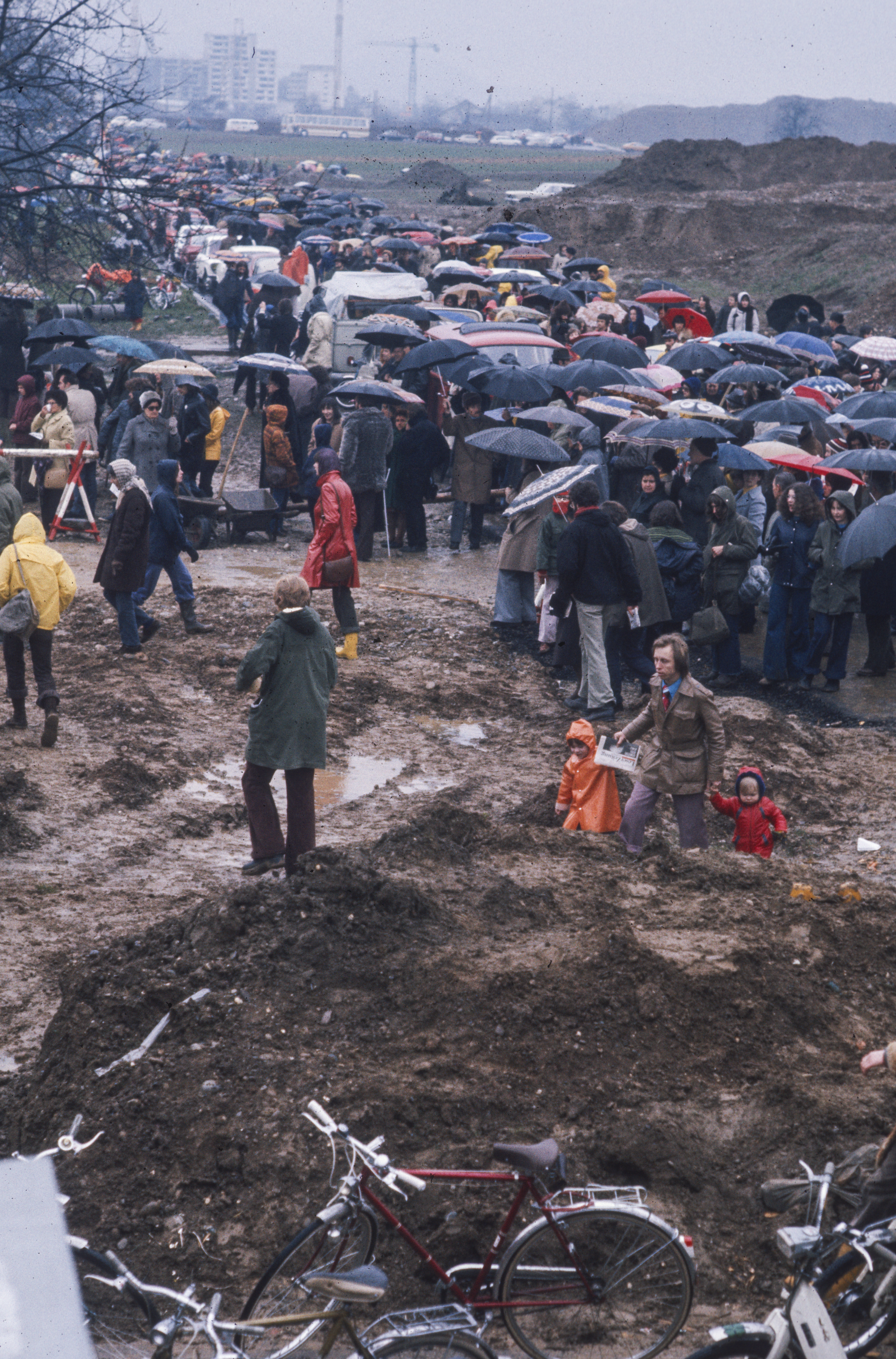
Manifestation 1975

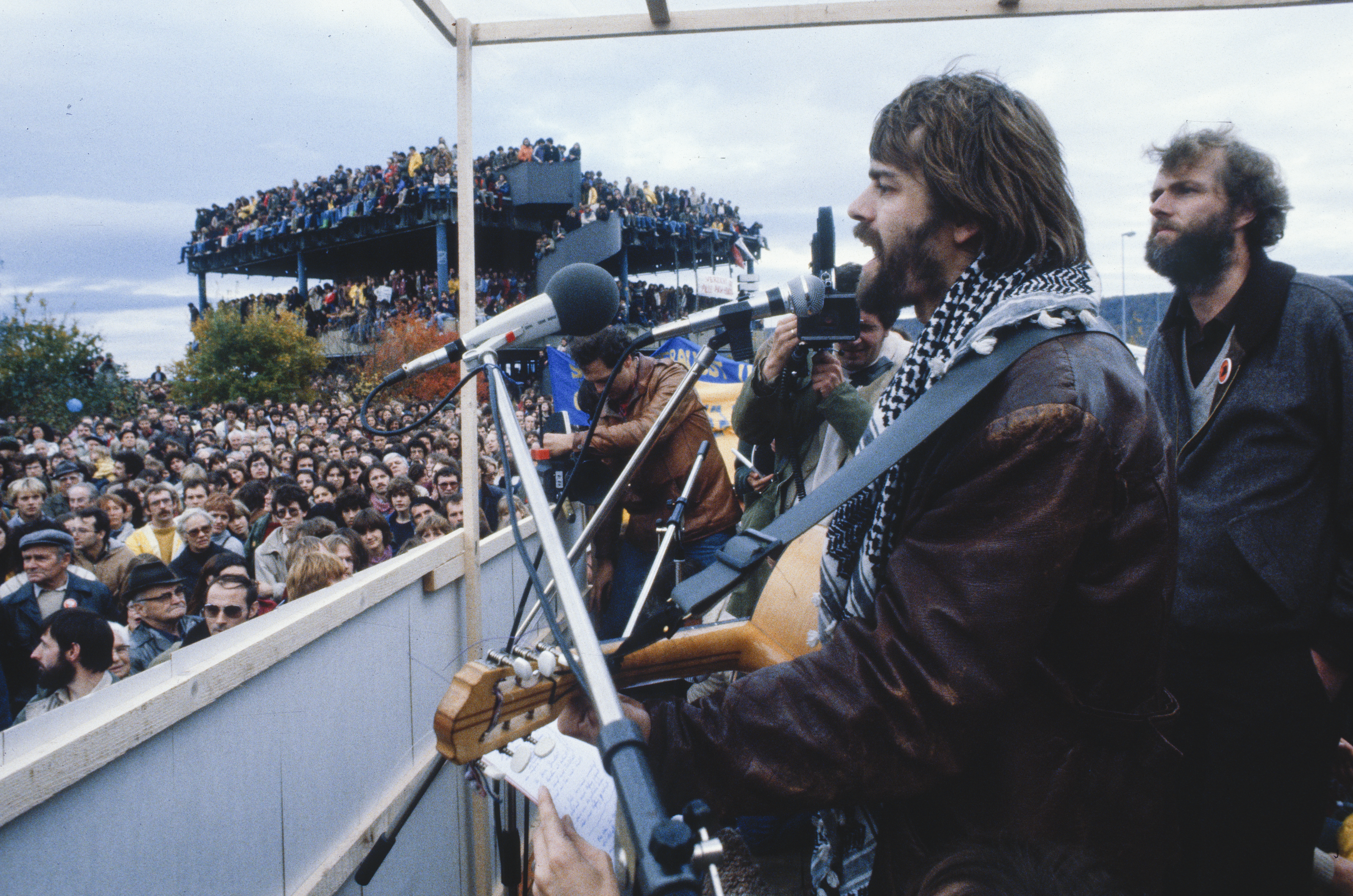
Manifestation 1983

Un premier groupe d'opposants, nommé "Kaiseraugst pour un habitat sain", est fondé en 1969, l'année où le réacteur expérimental de Lucens a fondu. En 1970, le Comité d'action de la Suisse du Nord-Ouest contre la centrale nucléaire de Kaiseraugst, plus tard connu sous le nom de Comité d'action de la Suisse du Nord-Ouest contre la centrale nucléaire, est constitué. Parmi les six membres fondateurs figurent le professeur de physique à l'Université de Bâle Max Türkhauf et le député de l'Alliance des Indépendant au Grand Conseil du canton de Bâle-Ville Hansjürg Weder. Ce comité lance pour la première fois en Suisse une opposition organisée à la construction de centrales nucléaires. La première manifestation antinucléaire de Suisse a lieu le 12 mai 1972, lors de la visite du Conseiller fédéral Roger Bonvin à Rheinfelden, une commune voisine de Kaiseraugst.

### Travaux de construction et oppositions
Les premiers travaux commencent en 1974. En avril 1975, des militants occupent le site de la centrale pour la deuxième fois. Environ 15 000 personnes bloquent les travaux d'excavation. La construction est reportée après onze semaines de résistance des manifestants aux autorités. En février 1979, le pavillon d’information de la future centrale nucléaire est détruit par des opposants.
Le 28 octobre 1981, le Conseil fédéral approuve une nouvelle centrale d'une puissance électrique accrue de 900 à 1 000 MW. Dans les 17e à la 25e session en 1985-1986, on retient les réacteurs BWR-6 (enceinte de confinement de type Mark 2 ou 3) de General Electric, SWR-72 de Kraftwerk Union (réalisé aujourd'hui dans la centrale nucléaire de Gundremmingen), BWR 75 d'Asea Atom et le réacteur ABWR.

### Abandon du projet
En 1987, une construction à refroidissement continu est accordée. L'option des tours de refroidissement reste cependant ouverte. Finalement, tous les préalables sont acceptés, à l’exception du risque sismique dans la région de Bâle et de l’élaboration d’un plan d’urgence en cas d’accident. Ensuite un fournisseur doit être choisi pour la centrale. Mais l'appel d'offre n'a pas lieu, aucun contrat n'est conclu. Peu de temps après, le projet est abandonné pour des raisons économiques par les autorités politiques.
Selon le Conseil fédéral suisse, le projet devait coûter environ 1,335 milliard de francs fin 1987, dont 1,098 milliard pour la construction (dont 482 millions pour les installations et l'ingénierie, 538 millions pour les intérêts et le financement, 32 millions pour les terrains, 34 millions pour les frais administratifs et généraux) et 136 millions pour le combustible nucléaire et 100 millions pour le capital-actions non financé. Le Conseil fédéral estime la perte totale de l'exploitant, la Kernkraftwerk Kaiseraugst AG, entre 1,1 et 1,3 milliard de francs suisses. Enfin, les entreprises reçoivent 350 millions de francs suisses de la Confédération suisse.